# Bellicourt
Bellicourt – miejscowość i gmina we Francji, w regionie Hauts-de-France, w departamencie Aisne.
Według danych na rok 1990 gminę zamieszkiwały 664 osoby, a gęstość zaludnienia wynosiła 68 osób/km² (wśród 2293 gmin Pikardii Bellicourt plasuje się na 424. miejscu pod względem liczby ludności, natomiast pod względem powierzchni na miejscu 472.).